# Listă cu cele mai bune romane din SUA în anii 1940
| 1940 | 1940                      | 1940               |
| #    | Titlu                     | Autor              |
| ---- | ------------------------- | ------------------ |
| 1.   | How Green Was My Valley   | Richard Llewellyn  |
| 2.   | Kitty Foyle               | Christopher Morley |
| 3.   | Mrs. Miniver              | Jan Struther       |
| 4.   | Pentru cine bat clopotele | Ernest Hemingway   |
| 5.   | The Nazarene              | Sholem Asch        |
| 6.   | Stars on the Sea          | F. van Wyck        |
| 7.   | Oliver Wiswell            | Kenneth Roberts    |
| 8.   | The Grapes of Wrath       | John Steinbeck     |
| 9.   | Night in Bombay           | Louis Bromfield    |
| 10.  | The Family                | Nina Fedorova      |

| 1941 | 1941                      | 1941                |
| #    | Titlu                     | Autor               |
| ---- | ------------------------- | ------------------- |
| 1.   | The Keys of the Kingdom   | A. J. Cronin        |
| 2.   | Random Harvest            | James Hilton        |
| 3.   | This Above All            | Eric Knight         |
| 4.   | The Sun Is My Undoing     | Marguerite Steen    |
| 5.   | Pentru cine bat clopotele | Ernest Hemingway    |
| 6.   | Oliver Wiswell            | Kenneth Roberts     |
| 7.   | H.M. Pulham, Esquire      | John P. Marquand    |
| 8.   | Mr. and Mrs. Cugat        | Isabel Scott Rorick |
| 9.   | Saratoga Trunk            | Edna Ferber         |
| 10.  | Windswept                 | Mary Ellen Chase    |

| 1942 | 1942                    | 1942              |
| #    | Titlu                   | Autor             |
| ---- | ----------------------- | ----------------- |
| 1.   | The Song of Bernadette  | Franz Werfel      |
| 2.   | The Moon Is Down        | John Steinbeck    |
| 3.   | Dragon Seed             | Pearl S. Buck     |
| 4.   | And Now Tomorrow        | Rachel Field      |
| 5.   | Drivin' Woman           | Elizabeth Pickett |
| 6.   | Windswept               | Mary Ellen Chase  |
| 7.   | The Robe                | Lloyd C. Douglas  |
| 8.   | The Sun Is My Undoing   | Marguerite Sheen  |
| 9.   | King's Row              | Henry Bellamann   |
| 10.  | The Keys of the Kingdom | A. J. Cronin      |

| 1943 | 1943                     | 1943              |
| #    | Titlu                    | Autor             |
| ---- | ------------------------ | ----------------- |
| 1.   | The Robe                 | Lloyd C. Douglas  |
| 2.   | The Valley of Decision   | Marcia Davenport  |
| 3.   | So Little Time           | John P. Marquand  |
| 4.   | A Tree Grows in Brooklyn | Betty Smith       |
| 5.   | The Human Comedy         | William Saroyan   |
| 6.   | Mrs. Parkington          | Louis Bromfield   |
| 7.   | The Apostle              | Sholem Asch       |
| 8.   | Hungry Hill              | Daphne du Maurier |
| 9.   | The Forest and the Fort  | Hervey Allen      |
| 10.  | The Song of Bernadette   | Franz Werfel      |

| 1944 | 1944                     | 1944                |
| #    | Titlu                    | Autor               |
| ---- | ------------------------ | ------------------- |
| 1.   | Strange Fruit            | Lillian Smith       |
| 2.   | The Robe                 | Lloyd C. Douglas    |
| 3.   | A Tree Grows in Brooklyn | Betty Smith         |
| 4.   | Forever Amber            | Kathleen Winsor     |
| 5.   | The Razor's Edge         | W. Somerset Maugham |
| 6.   | The Green Years          | A. J. Cronin        |
| 7.   | Leave Her to Heaven      | Ben Ames Williams   |
| 8.   | Green Dolphin Street     | Elizabeth Goudge    |
| 9.   | A Bell for Adano         | John Hersey         |
| 10.  | The Apostle              | Sholem Asch         |

| 1945 | 1945                     | 1945                |
| #    | Titlu                    | Autor               |
| ---- | ------------------------ | ------------------- |
| 1.   | Forever Amber            | Kathleen Winsor     |
| 2.   | The Robe                 | Lloyd C. Douglas    |
| 3.   | The Black Rose           | Thomas B. Costain   |
| 4.   | The White Tower          | James Ramsey Ullman |
| 5.   | Cass Timberlane          | Sinclair Lewis      |
| 6.   | A Lion Is in the Streets | Adria Locke Langley |
| 7.   | So Well Remembered       | James Hilton        |
| 8.   | Captain from Castile     | Samuel Shellabarger |
| 9.   | Earth and High Heaven    | Gwethalyn Graham    |
| 10.  | Immortal Wife            | Irving Stone        |

| 1946 | 1946                     | 1946                    |
| #    | Titlu                    | Autor                   |
| ---- | ------------------------ | ----------------------- |
| 1.   | The King's General       | Daphne du Maurier       |
| 2.   | This Side of Innocence   | Taylor Caldwell         |
| 3.   | The River Road           | Frances Parkinson Keyes |
| 4.   | The Miracle of the Bells | Russell Janney          |
| 5.   | The Hucksters            | Frederic Wakeman, Sr.   |
| 6.   | The Foxes of Harrow      | Frank Yerby             |
| 7.   | Arch of Triumph          | Erich Maria Remarque    |
| 8.   | The Black Rose           | Thomas B. Costain       |
| 9.   | B.F.'s Daughter          | John P. Marquand        |
| 10.  | The Snake Pit            | Mary Jane Ward          |

| 1947 | 1947                     | 1947                |
| #    | Titlu                    | Autor               |
| ---- | ------------------------ | ------------------- |
| 1.   | The Miracle of the Bells | Russell Janney      |
| 2.   | The Moneyman             | Thomas B. Costain   |
| 3.   | Gentleman's Agreement    | Laura Z. Hobson     |
| 4.   | Lydia Bailey             | Kenneth Roberts     |
| 5.   | The Vixens               | Frank Yerby         |
| 6.   | The Wayward Bus          | John Steinbeck      |
| 7.   | House Divided            | Ben Ames Williams   |
| 8.   | Kingsblood Royal         | Sinclair Lewis      |
| 9.   | East Side, West Side     | Marcia Davenport    |
| 10.  | Prince of Foxes          | Samuel Shellabarger |

| 1948 | 1948                    | 1948                    |
| #    | Titlu                   | Autor                   |
| ---- | ----------------------- | ----------------------- |
| 1.   | The Big Fisherman       | Lloyd C. Douglas        |
| 2.   | The Naked and the Dead  | Norman Mailer           |
| 3.   | Dinner at Antoine's     | Frances Parkinson Keyes |
| 4.   | The Bishop's Mantle     | Agnes Sligh Turnbull    |
| 5.   | Tomorrow Will Be Better | Betty Smith             |
| 6.   | The Golden Hawk         | Frank Yerby             |
| 7.   | Raintree County         | Ross Lockridge, Jr.     |
| 8.   | Shannon's Way           | A. J. Cronin            |
| 9.   | Pilgrim's Inn           | Elizabeth Goudge        |
| 10.  | The Young Lions         | Irwin Shaw              |

| 1949 | 1949                | 1949                    |
| #    | Titlu               | Autor                   |
| ---- | ------------------- | ----------------------- |
| 1.   | The Egyptian        | Mika Waltari            |
| 2.   | The Big Fisherman   | Lloyd C. Douglas        |
| 3.   | Mary                | Sholem Asch             |
| 4.   | A Rage to Live      | John O'Hara             |
| 5.   | Point of No Return  | John P. Marquand        |
| 6.   | Dinner at Antoine's | Frances Parkinson Keyes |
| 7.   | High Towers         | Thomas B. Costain       |
| 8.   | Cutlass Empire      | Van Wyck Mason          |
| 9.   | Pride's Castle      | Frank Yerby             |
| 10.  | Father of the Bride | Edward Streeter         |